# Wsewolod Anissimowitsch Kotschetow
Wsewolod Anissimowitsch Kotschetow (russisch Всеволод Анисимович Кочетов; * 22. Januarjul. / 4. Februar 1912greg. in Nowgorod, Russisches Kaiserreich; † 4. November 1973 in Moskau, Russische SFSR) war ein russischer Schriftsteller und (Kultur-)Funktionär. Er vertrat konservativ-prosowjetische Positionen.

## Leben
Wsewolod Kotschetow wurde in einer Bauernfamilie geboren. 1927 übersiedelte er von Nowgorod nach Leningrad, 1931 absolvierte er dort ein Technikum und arbeitete danach als Agronom. 1938 wurde er Berichterstatter der Zeitung Leningradskaja Prawda. Während des Großen Vaterländischen Krieges arbeitete Kotschetow als Kriegsberichterstatter für verschiedene Zeitungen der Leningrader Front. Seit 1946 widmete er sich ganz der schriftstellerischen Tätigkeit (An den Ebenen von Newa, «На невских равнинах»), schilderte Kriegserlebnisse und war durch konsequente Verfolgung der Parteilinie gekennzeichnet.
Im Jahre 1952 veröffentlichte er den Roman Die Schurbins («Журбины»; ist auch ins Deutsche übersetzt worden), der das Leben einer Arbeiter-Dynastie darstellen soll. Das Buch wurde mehrfach wiederveröffentlicht und in zahlreiche Sprachen übersetzt. Der Roman Die Brüder Jerschow diente als eine Art Gegenpol zu Dudinzews Roman Nicht nur von Brot allein und wurde sogar in Prawda für Übertreibungen kritisiert.
In seinem weiteren Roman, Was möchtest du denn? («Чего же ты хочешь?») rechnete Kotschetow unbarmherzig mit Erscheinungen ab, denen er immer wieder begegnete. Der Pamphlet-ähnliche Roman nahm Stellung gegen westliche Werte, kritisierte die ‚bürgerliche Propaganda‘, die angebliche Unwachsamkeit sowjetischer Menschen und die Machenschaften von Agenten des Imperialismus, welche die sowjetische Jugend zu verderben versuchten, usw. Der Roman fand auch in der Prawda wenig Anklang und wurde in Russland nie wieder veröffentlicht. Die sowjetischen Intellektuellen verspotteten den Roman mit Parodien (mittels Samisdat) wie «Чего же ты хохочешь?» (etwa Was lachst du denn da?), in der auch der Roman Die Brüder Jerschow nicht versöhnlich erwähnt wurde (indem der dort Die Brüder Jeschow benannt wird). 1969 schrieben 20 Vertreter von sowjetischer Intelligenz einen Protest gegen die Veröffentlichung der „dunkelmännerischen“ Schrift Was möchtest du denn?.
Kotschetow fungierte auch als Kulturfunktionär, wobei er stets eine kämpferisch-kommunistische Haltung aufwies. Dennoch habe er als geehrter kommunistischer Beamter vieles für die Verbesserung der Lebensumstände seiner Kollegen getan. Er erhielt zahlreiche sowjetische Auszeichnungen (Leninorden usw.). 1955 bis 1959 arbeitete er als Chefredakteur der Literaturnaja gaseta, seit 1961 der Zeitschrift Oktjabr. Oktjabr wirkte damals als ein Gegenpol zu Nowy Mir, dessen Chefredakteur Alexander Trifonowitsch Twardowski war. Während Twardoski als liberal und prowestlich galt und auch einigermaßen regimekritische Autoren veröffentlichen ließ, war Kotschetows Oktjabr völlig regimetreu und veröffentlichte vorwiegend sozrealistische Texte.
Kotschetow wählte 1973 wegen seiner Krebserkrankung den Freitod.

## Rezeption
„Kotschetows primitive Kommentare zu eigenen Texten unterstreichen seine literarische Talentlosigkeit nur, die sich so klar in Pseudodiskussionen offenbart, auf denen er alle seine Werke aufbaut.“ – Wolfgang Kasack